# Poppea nitida
Poppea nitida är en insektsart som beskrevs av William D. Funkhouser. Poppea nitida ingår i släktet Poppea och familjen hornstritar. Inga underarter finns listade i Catalogue of Life.